# Ödön Zombori
Ödön Zombori (Hungría, 22 de septiembre de 1906-Budapest, 29 de noviembre de 1989) fue un deportista húngaro especialista en lucha libre olímpica donde llegó a ser campeón olímpico en Berlín 1936.

## Carrera deportiva
En los Juegos Olímpicos de 1932 celebrados en Los Ángeles ganó la medalla de plata en lucha libre olímpica estilo peso gallo, tras el estadounidense Robert Pearce (oro) y por delante del finlandés Aatos Jaskari (bronce). Cuatro años después, en las Olimpiadas de Berlín 1936 ganó la medalla de oro en la misma categoría.